# 1911
1911 (MCMXI) a fost un an obișnuit al calendarului gregorian, care a început într-o zi de duminică.

## Evenimente

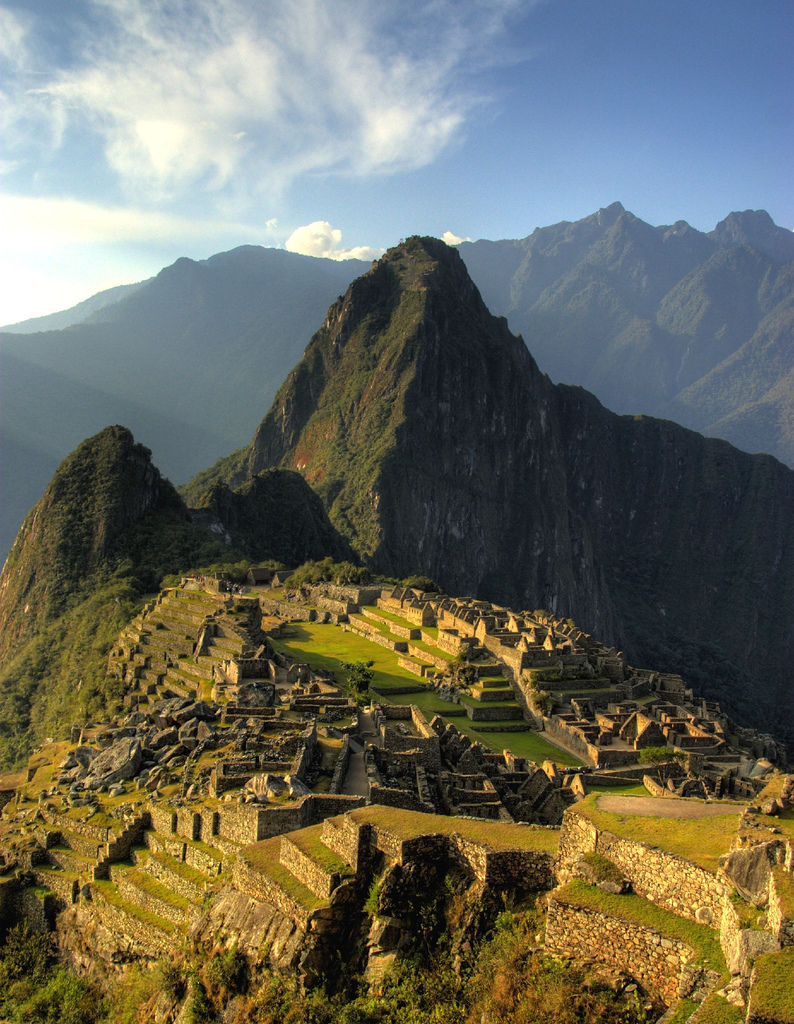
24 iulie: Machu Picchu este redescoperit.

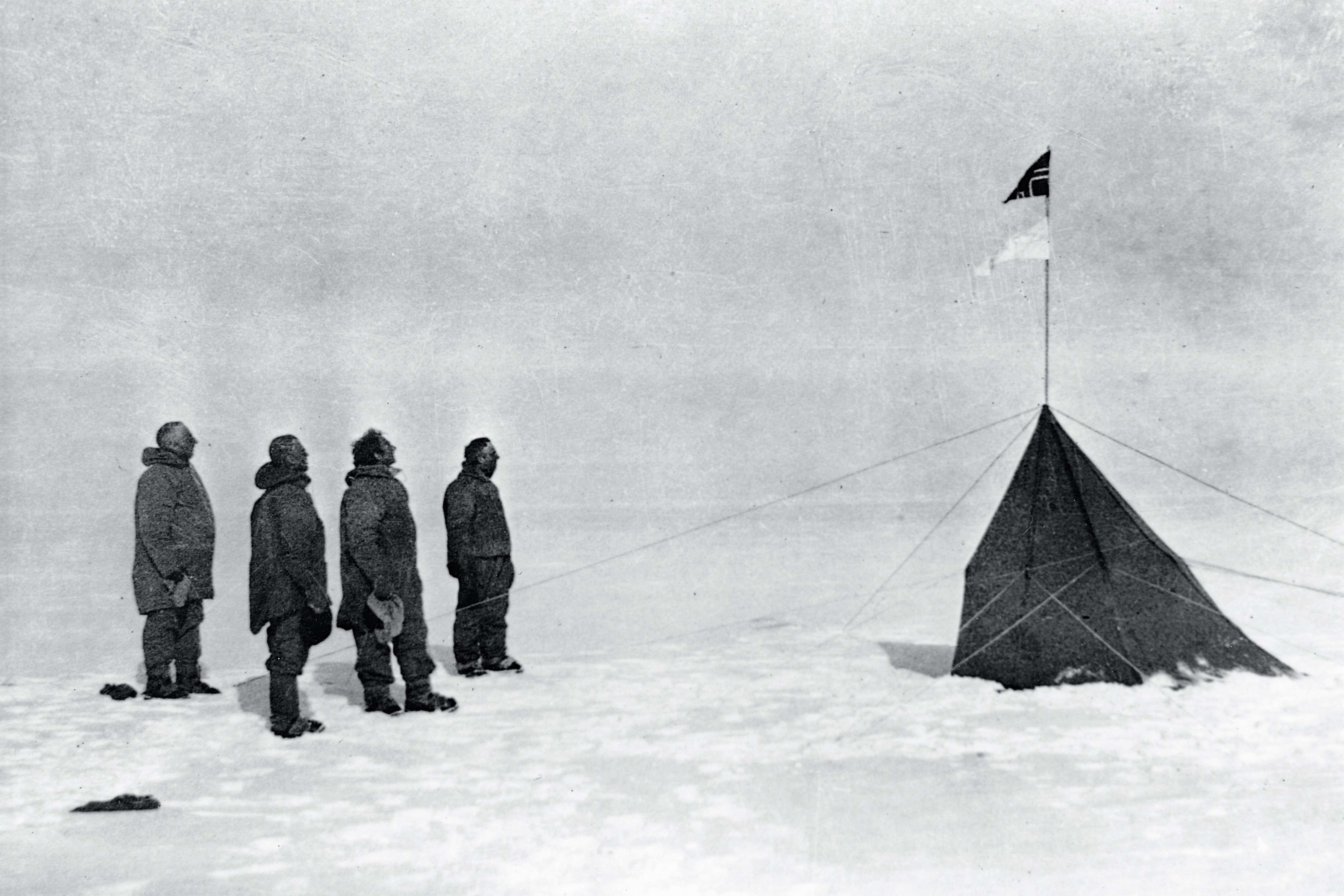
14 decembrie: Exploratorul norvegian Roald Amundsen și echipa lui sunt primii oameni care au atins Polul Sud.

### Ianuarie
- 7 ianuarie: Prințul Albert I de Monaco promulgă prima constituție ca răspuns la protestele împotriva monarhiei absolute în micul principat european.[1]
- 10 ianuarie: Cea mai rapidă scădere de temperatură înregistrată vreodată în istoria metreorologiei are loc în Dakota de Sud. În numai 15 minute, temperatura a scăzut cu 25 de grade de la +12 °C la ora 7 dimineața, la -13°C.
- 10 ianuarie: Expediția norvegiană în Antarctica condusă de Roald Amundsen, comandant al navei Fram, ajunge la Golful balenelor unde se stabilește tabăra de bază, Framheim.
- 18 ianuarie: Eugene Ely devine prima persoană care aterizează cu un avion pe un vas.
- 24 ianuarie: Kotoku Shusui și alte zece persoane sunt spânzurate la șase zile după ce au fost condamnate de conspirație la asasinarea Prințului Moștenitor Hirohito al Japoniei.[2]

### Martie
- 8 martie: Prima zi internațională a femeii; un milion de femei au manifestat în Europa.

### Mai
- 30 mai: Pe Șoseaua Kiseleff, sub președinția de onoare a Prințului Ferdinand, are loc primul concurs hipic din România, cu probe de dresaj, sărituri și vânătoare, oferindu-se ca premii obiecte de artă.

### Iunie
- 13 iunie: Prima reprezentație, la Teatrul Chatelet din Paris, a baletului "Petrușka – scene burlești în patru tablouri", de I. Stravinski. În rolurile principale au fost celebrii dansatori Nijinski și Karsavina.
- 16 iunie: A fost fondată Computing Tabulating Recording Company (CTR), din 1924 International Business Machines Corporation (IBM Corp.), unul dintre cei mai mari producători de computere din SUA, cu sediul în Armonk, New York.
- 22 iunie: Încoronarea Regelui George al V-lea al Angliei la Westminster Abbey, Londra.

### Iulie
- 24 iulie: Descoperirea orașului Machu Picchu, în Peru, de către arheologul american, Hiram Bingham.

### August
- 22 august: Cea mai faimoasă pictură din lume, Mona Lisa, capodopera lui Leonardo da Vinci, a fost furată în toiul nopții, din colecțiile Muzeului Luvru. (Vincenzo Peruggia este arestat și pictura a fost returnată în 1913).

### Septembrie
- 7 septembrie: Poetul francez, Guillaume Apollinaire, este arestat sub suspiciunea că ar fi furat tabloul Mona Lisa de la Muzeul Luvru. A fost eliberat mai târziu.
- 9 septembrie: A fost efectuată prima cursă poștală cu avionul în Europa.
- 18 septembrie: Regizorul Grigore Brezeanu a realizat primul film artistic românesc: "Amor fatal", "dramă sentimentală aranjată pentru cinematograf". Din distribuție făceau parte Lucia Sturdza-Bulandra, Tony Bulandra și A. Barbelian.

### Decembrie
- 12 decembrie: Capitala Indiei a fost mutată la New Delhi de la Calcutta.
- 14 decembrie: Exploratorul norvegian, Roald Amundsen, a devenit primul om care a ajuns la Polul Sud.
- 18 decembrie: Prima expoziție a grupării "Blaue Reiter" (Kandinsky, Alexej von Jawlensky, Marc Chagall, Alfred Kubin, Gabriele Munter) se deschide la Galeria Thamnhauser din München, cuprinzând o retrospectivă Henry Rousseau, lucrări de Robert Delaunay, August Macke și Arnold Schonberg.
- 29 decembrie: Sun Yat-sen devine primul președinte al Republicii China.

### Nedatate
- iulie: Sosește la București mareșalul japonez Nogi Maresuke, eroul de la Port-Arthur din Războiul ruso-japonez din 1904-1905. Este primit călduros și face vizite la Sinaia, la arsenalul armatei și la Fortul Chitila.

## Arte, științe, literatură și filozofie
- 22 octombrie: A apărut revista literară, artistică și socială Flacăra, sub direcția lui Constantin Banu.
- Nicolae Iorga publică Generalități cu privire la studiile istorice.

## Nașteri

### Februarie
- 3 februarie: Jehan Alain, compozitor și organist francez (d. 1940)
- 6 februarie: Ronald Reagan (Ronald Wilson Reagan), al 40-lea președinte al SUA (1981-1989), (d. 2004)
- 19 februarie: Constantin Avram, inginer român, membru corespondent al Academiei Române (d. 1987)
- 19 februarie: Merle Oberon (n. Estelle Merle O'Brien Thompson), actriță britanică de film (d. 1979)

### Martie
- 3 martie: Jean Harlow (n. Harlean Carpenter), actriță americană de film (d. 1937)
- 8 martie: Emanuel Elenescu, compozitor și dirijor român (d. 2003)
- 16 martie: Josef Mengele, medic nazist german (d. 1979)
- 26 martie: Tennessee Williams (n. Thomas Lanier Williams), dramaturg american (d. 1983)
- 28 martie: John Langshaw Austin, filosof al limbajului, britanic (d. 1960)

### Aprilie
- 8 aprilie: Emil Cioran, filosof și eseist român (d. 1995)
- 24 aprilie: Eugen Jebeleanu, poet, publicist și traducător român (d. 1991)

### Mai
- 15 mai: Max Frisch, romancier, dramaturg și arhitect elvețian (d. 1991)

### Iunie
- 13 iunie: Luis Walter Alvarez, fizician american laureat al Premiului Nobel (d. 1988)
- 30 iunie: Czesław Miłosz, poet și romancier polonez (d. 2004)

### Iulie
- 5 iulie: Georges Pompidou (Georges Jean Raymond Pompidou), președinte al Franței (1969-1974), (d. 1974)
- 16 iulie: Ginger Rogers (n. Virginia Katherine McMath), actriță americană de film (d. 1995)
- 24 iulie: George Ivașcu, istoric și critic literar român (d. 1988)

### August
- 28 august: Joseph Luns,  politician olandez, diplomat, jurist, cel mai longeviv Secretar General al NATO (1 octombrie 1971 - 25 iunie 1984) (d. 2002)

### Septembrie
- 1 septembrie: Komei Abe, compozitor japonez (d. 2006)
- 7 septembrie: Todor Jivkov (Todor Jivkov Hristov), președinte al Bulgariei (1971-1989), (d. 1998)
- 15 septembrie: Emil Botta, scriitor și actor român de film, fratele poetului Dan Botta (d. 1977)
- 21 septembrie: Alexandru Jar, scriitor român (d. 1988)

### Octombrie
- 2 octombrie: Miron Radu Paraschivescu, poet și publicist român (d. 1971)
- 11 octombrie: Ion Dacian, solist român de operă (tenor), (d. 1981)
- 26 octombrie: Mahalia Jackson, cântăreață americană de muzică gospel (d. 1972)

### Noiembrie
- 15 noiembrie: Alejandro Ciorănescu, scriitor, diplomat, enciclopedist, etimologist, istoric și lingvist român (d. 1999)
- 28 noiembrie: Nakamura Hajime, filosof budist japonez (d. 1999)

### Decembrie
- 5 decembrie: Alfred Manessier, pictor francez (d. 1993)
- 11 decembrie: Naghib Mahfuz, romancier egiptean (d. 2006)

## Decese
- 20 februarie: Grigoriu Ștefănescu, 75 ani, geolog, paleontolog și explorator român (n. 1836)
- 1 martie: Jacobus Henricus van 't Hoff, 58 ani, chimist din Țările de Jos, laureat al Premiului Nobel (1901), (n. 1852)
- 24 martie: Nicolae Densușianu, 65 ani, jurist și istoric român (n. 1846)
- 29 aprilie: Georg, Prinț de Schaumburg-Lippe (n. Stephan Albrecht Georg zu Schaumburg-Lippe), 64 ani (n. 1846)
- 18 mai: Gustav Mahler, 50 ani, compozitor austriac (n. 1860)
- 14 iunie: Johan Svendsen, 70 ani, compozitor norvegian (n. 1840)
- 5 iulie: Maria Pia de Savoia, 64 ani, soția regelui Luís I al Portugaliei (n. 1847)
- 7 august: Badea Cârțan (n. Gheorghe Cârțan), 62 ani, țăran român care a luptat pentru independența românilor din Transilvania (n. 1849)
- 29 octombrie: Joseph Pulitzer, 64 ani, jurnalist maghiar de etnie evreiască (n. 1847)
- 12 decembrie: Honoré Daumet, arhitect francez (n. 1826)

## Premii Nobel
- Fizică: Wilhelm Wien (Germania)
- Chimie: Marie Curie (Franța)
- Medicină: Allvar Gullstrand (Suedia)
- Literatură: Maurice Maeterlinck (Belgia)
- Pace: Tobias Michael Carel Asser (Olanda), Alfred Hermann Fried (Austria)